# 柑林埤
柑林埤，舊稱柑林陂，是台灣新北市的一個地名，範圍為今土城區中北部地區，大致包括瑞興里、復興里、廣興里、埤林里、樂利里、明德里、廣福里、中正里、學府里及學士里。

## 歷史
台灣清治末期至日治前期，柑林陂為一街庄，稱為「柑林陂庄」，隸屬於擺接堡。員林庄北與湳仔庄、後埔庄為鄰，東與四汴頭庄、清水坑庄為鄰，南邊為埤塘庄，西邊為員林庄。
1920年（日治大正九年），改制為大字，地名亦改寫為「柑林坡」，隸屬於台北州海山郡土城庄。。其後又改寫為「柑林埤」。戰後土城庄改制為土城鄉，隸屬於台北縣，大字亦改制為村。其後土城鄉先後改制為土城市、土城區，村亦於改土城市時期改制為里。由於人口增加，如今柑林埤地區已細分為10個里。

## 交通
台北捷運板南線有經過柑林埤地區西部，在接近邊界處設有海山站。員林地區居民可由此路線及相關路網快速前往大台北地區各地，或至台北車站轉搭高鐵、台鐵或客運前往全台各地。

## 學校
員林地區範圍由北至南有廣福國小、中正國中、新北高工等學校。

## 運動設施
- 新北市土城國民運動中心
- 土城綜合體育場